# 영귤
영귤(瀛橘)은 운향과의 과일 나무(상록 소교목)이다. 귤속의 잡종 재배식물로, 유자(C. × junos)를 부모로 두며, 또한 영귤과 빈귤, 홍귤이 같은 조상을 두고 있다고 여겨진다. 유자는 의창지와 감귤나무의 교잡종이며, 영귤과 빈귤, 홍귤의 공통 조상은 감귤나무의 일종일 것이라 추정되기 때문에, 영귤은 의창지 DNA와 감귤나무 DNA를 보유한다. 자연교잡을 통해 중국에서 처음 생겨났을 것으로 추측되며, 주산지는 일본 도쿠시마현이다. 한국에서는 제주도에서 영귤이 재배된다.
과거에는 식물학적 종으로 여겨지기도 했으나, 원예종이며 종소명은 Citrus × sudachi hort. ex Shirai이다. 스윙글 체계에서는 파페다아속으로 분류되었으며, 다나카 체계에서는 유자아속으로 분류되었다.

## 사진

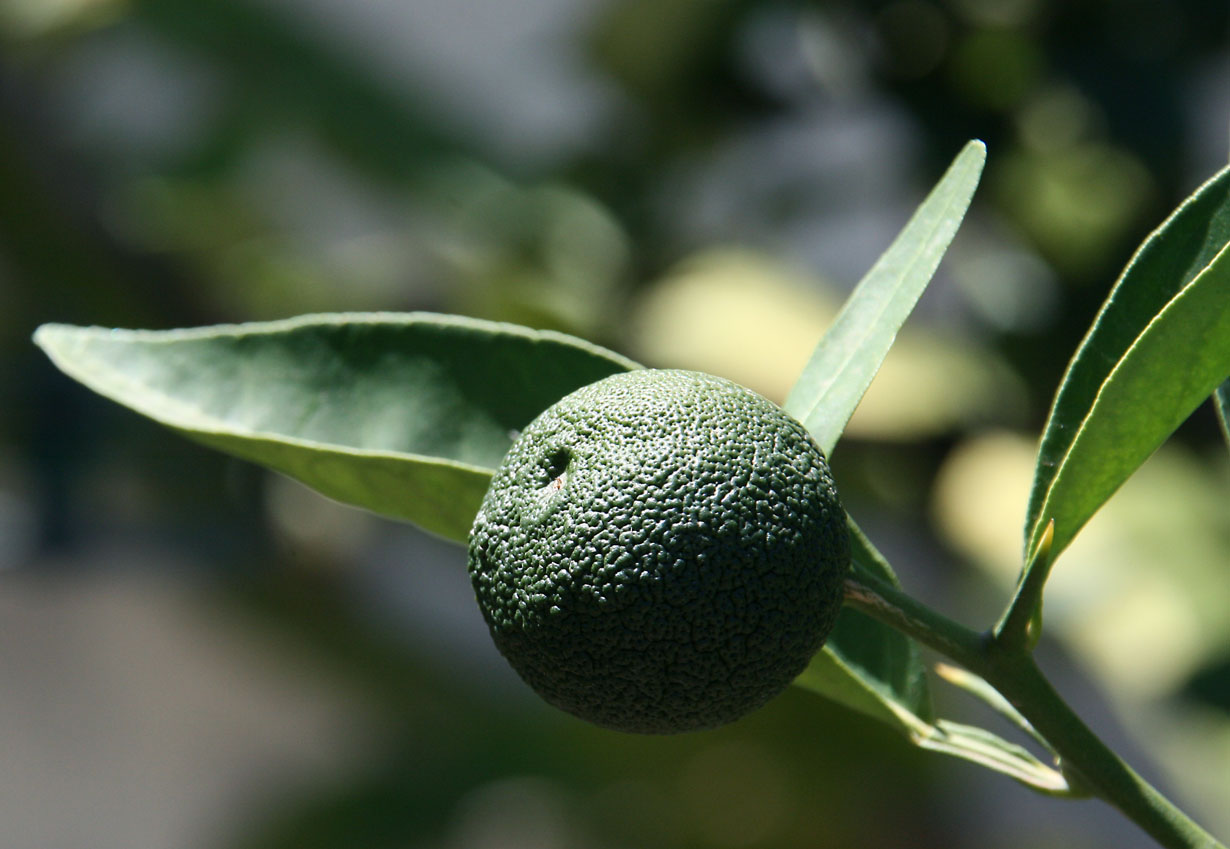
풋열매
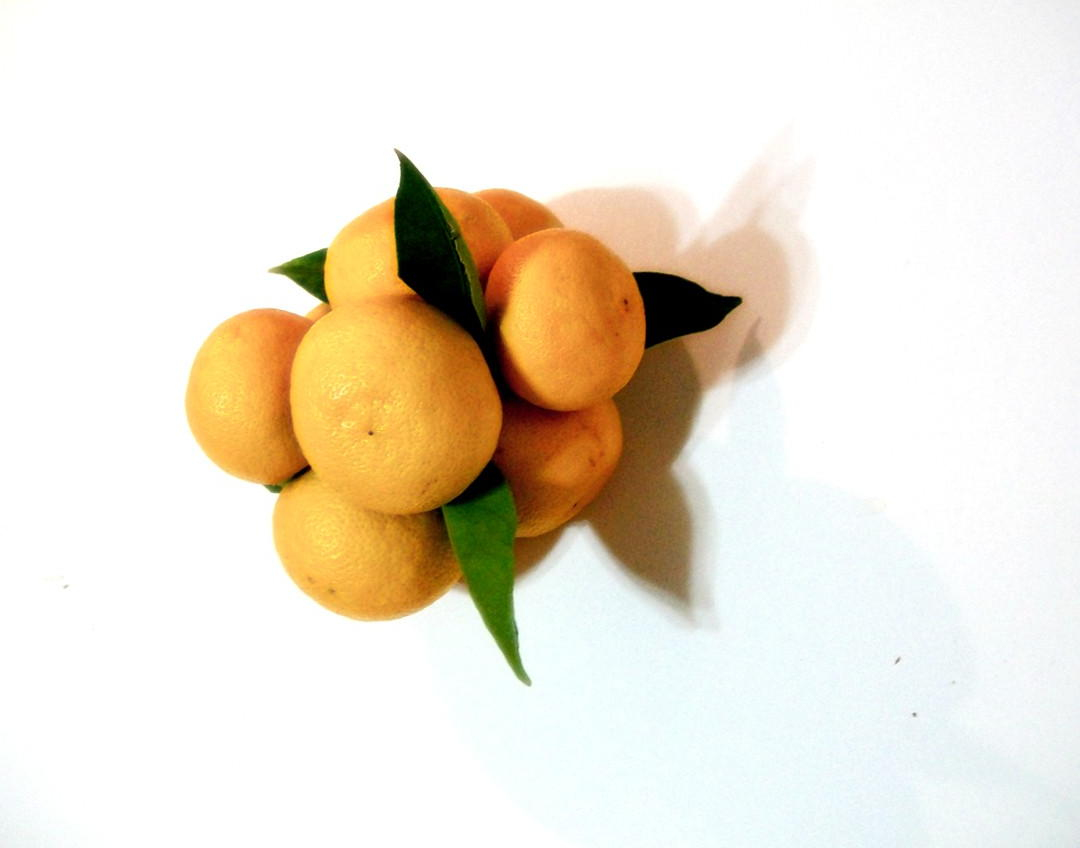
익은 열매
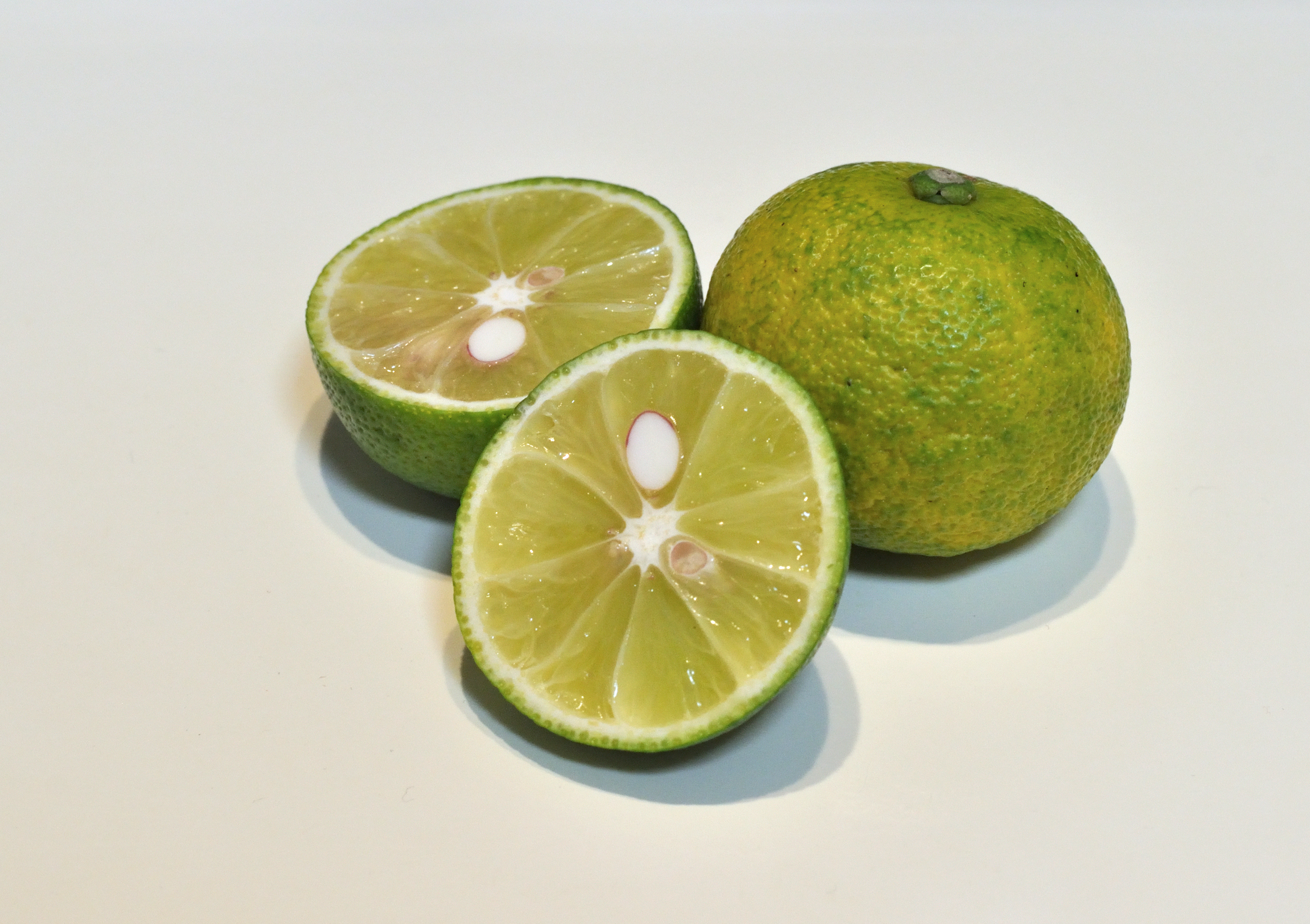
열매 단면

## 같이 보기
- 제주감귤